# Gunnar Erdtman

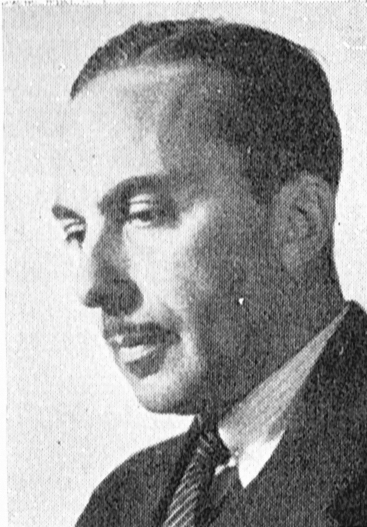
Gunnar Erdtman

Otto Gunnar Elias Erdtman (* 18. November 1897 in Bjurvik; † 1973) war ein schwedischer Pionier der Palynologie und Botaniker. Sein botanisch-mykologisches Autorenkürzel lautet „Erdtman“.
Er war der Sohn des Landschaftsmalers Elias Erdtman. 1903 ging er nach Stockholm und begann dort 1915 Botanik zu studieren bei Gustaf Lagerheim und Otto Rosenberg. 1920 wurde er promoviert (Pollenanalytische Untersuchungen von Torfmooren und marinen Sedimenten in Südwest-Schweden, Arkiv för Botanik, Band 17, 1921). Unter der Leitung von Lennart von Post wurde er Pollenanalytiker bei der schwedischen geologischen Landesaufnahme und führte in den 1920er-Jahren in verschiedenen europäischen Ländern Feldstudien durch. 1930/31 war er mit einem Rockefeller-Stipendium in den USA und Kanada. Danach arbeitete er eine Weile als Lehrer. 1948 wurde er Leiter des neu gegründeten staatlichen schwedischen Pollenanalyselabors, das er bis 1971 leitete. 1954 erhielt er den Professorentitel.
1950 organisierte er die erste Internationale Palynologen-Konferenz auf dem Internationalen Botanikerkongress in Stockholm und stand der Palynologen-Konferenz auf dem Internationalen Botanikerkongress 1954 in Paris vor.

## Schriften
- Pollen Morphology and Plant Taxonomy, 4 Bände, Stockholm, Almkvist & Wiksell, Waltham (Massachusetts), Chronica Botanica, 1952–1971
- Introduktion till palynologin, Stockholm 1963
- Handbook of palynology. Morphology, taxonomy, ecology. An introduction to the study of pollen grains and spores, Kopenhagen, Munksgaard 1969
- mit B. Berglund, J. Praglowski: Introduction to scandinavian pollen flora, 2 Bände, Stockholm, Almkvist & Wiksell, 1961, 1963